# Каган, Фредерик
Фредерик Каган (Ке́йган, англ. Frederick W. Kagan; род. 26 марта 1970) — американский историк.
Сын американского историка Дональда Кагана.
Брат Роберта Кагана. Женат на Кимберли Каган.
Степень доктора философии в российской и советской военной истории получил в Йельском университете.
Работал в Военной академии США: в 1995—2001 годах доцент военной истории, в 2001—2005 годах профессор военной истории.
В настоящее время учёный Американского института предпринимательства.
Одновременно является экспертом при генерале Дэвиде Петреусе.

## Сочинения
- The military reforms of Nicholas I: the origins of the modern Russian army (англ.). — St. Martin’s Press, 1999. — ISBN 0312219288.